# ماری پیج کلر
ماری پیج کلر (انگلیسی: Mary Page Keller؛ زادهٔ ۳ مارس ۱۹۶۱) یک هنرپیشه اهل ایالات متحده آمریکا است. وی از سال ۱۹۸۲ میلادی تاکنون مشغول فعالیت بوده‌است.
او در فیلم تازه‌کارها بازی کرده است.